# Janovice v Podještědí
Janovice v Podještědí é uma comuna checa localizada na região de Liberec, distrito de Liberec‎.